# Dlagnya Rocks
Die Dlagnya Rocks (englisch; bulgarisch скали Длъгня Dlagnja) sind eine 540 m lange und 60 m breite Gruppe von Klippenfelsen im Archipel der Südlichen Shetlandinseln. Sie gehören zur Gruppe der Zed Islands vor der Warna-Halbinsel der Livingston-Insel und liegen 150 m östlich von Esperanto Island sowie 100 m westsüdwestlich der Goritsa Rocks.
Britische Wissenschaftler kartierten sie 1968, bulgarische 2009. Die bulgarische Kommission für Antarktische Geographische Namen benannte sie 2013 nach der Ortschaft Dlagnja im Norden Bulgariens.